# キャッスル型哨戒艦
キャッスル型哨戒艦（英語: Castle-class patrol vessel）は、イギリス海軍が運用していた哨戒艦の艦級。

## 来歴
1970年代、イギリス海軍は北海油田周辺海域をはじめとする排他的経済水域の警備を主目的としてアイランド型哨戒艦7隻を整備した。これらは凌波性には優れていたものの、北大西洋で活動するには動揺性能に難があった。このことから、より長い船体によってこの問題を解決するとともに、多用途性を向上させた艦として計画されたのが本型である。

## 設計
一回の哨戒任務は21日間と想定されていた。艦尾甲板はヘリコプター甲板とされており、シーキング・ヘリコプターの発着に対応できた。また必要であれば給油も行うことができた。航空燃料19.5トン、燃料油清浄剤30トンを搭載できた。
兵装としては、Mk.3 60口径40mm機銃を備えていたが、これは後にDS-30B 75口径30mm機銃に換装された。また戦時には76mm単装速射砲の搭載も考慮されていた。機雷戦にも対応でき、係維掃海具および音響掃海具による掃海や、機雷の敷設を行うこともできた。この他、50mmロケット照明弾発射機2基の搭載も可能であった。
また戦争以外の軍事作戦にも配慮されており、消防のため防火監視モニターと放水砲2基を搭載する。また海上治安活動や救難任務のため、海兵隊員25名が便乗できるほか、エイボン・シーレイダー複合艇2隻を搭載していた。

## 配備
1980年8月8日に2隻が発注されたが、実際には既に建造は開始されていた。フォークランド紛争においては通報艦として活動していたが、この際には補給物資の搭載などによって排水量は2,000トン級となっていた。
当初計画では、主として漁業保護戦隊において領海・排他的経済水域の警備救難に用いるものとして計画されたが、フォークランド諸島の警備任務に充当されることも多かった。2000年代に入ってイギリス海軍を退役した後、2010年4月にバングラデシュに売却され、2011年3月に同国海軍で再就役した。
| イギリス海軍 | イギリス海軍                                  | イギリス海軍 | イギリス海軍 | イギリス海軍 | バングラデシュ海軍           | バングラデシュ海軍 |
| #            | 艦名                                          | 起工         | 就役         | 退役         | 艦名                         | 再就役             |
| ------------ | --------------------------------------------- | ------------ | ------------ | ------------ | ---------------------------- | ------------------ |
| P 258        | リーズ・キャッスル HMS Leeds Castle           | 1979年 10月  | 1981年 12月  | 2005年 8月   | ダレシュワリ BNS Dhaleshwari | 2011年 3月         |
| P 265        | ダンバートン・キャッスル HMS Dumbarton Castle | 1980年 6月   | 1982年 3月   | 2008年       | ビジョイ BNS Bijoy           | 2011年 3月         |